# Leopoldo Romeo
Leopoldo Romeo y Sanz (Saragosse, 1870 - Madrid, 1925,) est un journaliste, directeur de presse et homme politique espagnol.

## Biographie
Né à Saragosse en 1870, Leopoldo Romeo dirigea de 1902 à 1922 le journal madrilène La Correspondencia de España. Sa conception personnelle du journalisme le faisait donner la priorité à la nouvelle et à l’information, et dédaigner la littérature. Il contribuait également à El Tiempo avant de fonder Informaciones en 1922 et El Evangelio,. Il écrivait habituellement sous le pseudonyme de Juan de Aragón.
De tendance romanoniste, Leopoldo Romeo se présenta sous l'étiquette du Parti libéral aux élections de 1905 et fut élu député aux Cortes en représentation de la circonscription de Santa Cruz de Tenerife. À la suite de la mort du journaliste Juan Pedro Barcelona en 1906, il renonça au duel, bien qu’il en ait été un pratiquant passionné jusque-là. En 1909, au lendemain d’un voyage à Melilla, au Maroc, il publia une série d’articles hostiles à la guerre alors en cours dans la zone de Melilla, ce qui lui valut d’être incarcéré en vertu de la Loi des Juridictions.
Après les élections de 1910, où il obtint 10 004 voix dans la circonscription de Saragosse, il occupa le siège de député pour cette circonscription. Au scrutin de 1914, il acquit son siège pour la circonscription de Belchite, pour lequel il fut reconduit aux élections de 1916, de 1918, de 1919, de 1920 et de 1923.
Il exerça comme gouverneur civil de la province de Madrid du 14 décembre 1918 au 18 avril 1919. À ce titre, dans le contexte de la grève et des heurts consécutifs à la hausse du prix du pain, il négocia en février 1919, aux côtés d’Amalio Gimeno y Cabañas, avec les médiateurs des ouvriers du pan candeal — nommément : les dirigeants socialistes Julián Besteiro, Largo Caballero et Andrés Saborit — afin d’obtenir la cessation des troubles.